# زيتون نبالي
الزيتون النبالي (Nabali olive) هو أحد الأصناف المميزة من الزيتون المزروع في فلسطين وبلاد الشام، ويُعد من أقدم وأشهر الأصناف وينتشر على نطاق واسع في الأراضي الفلسطينية والأردنية.

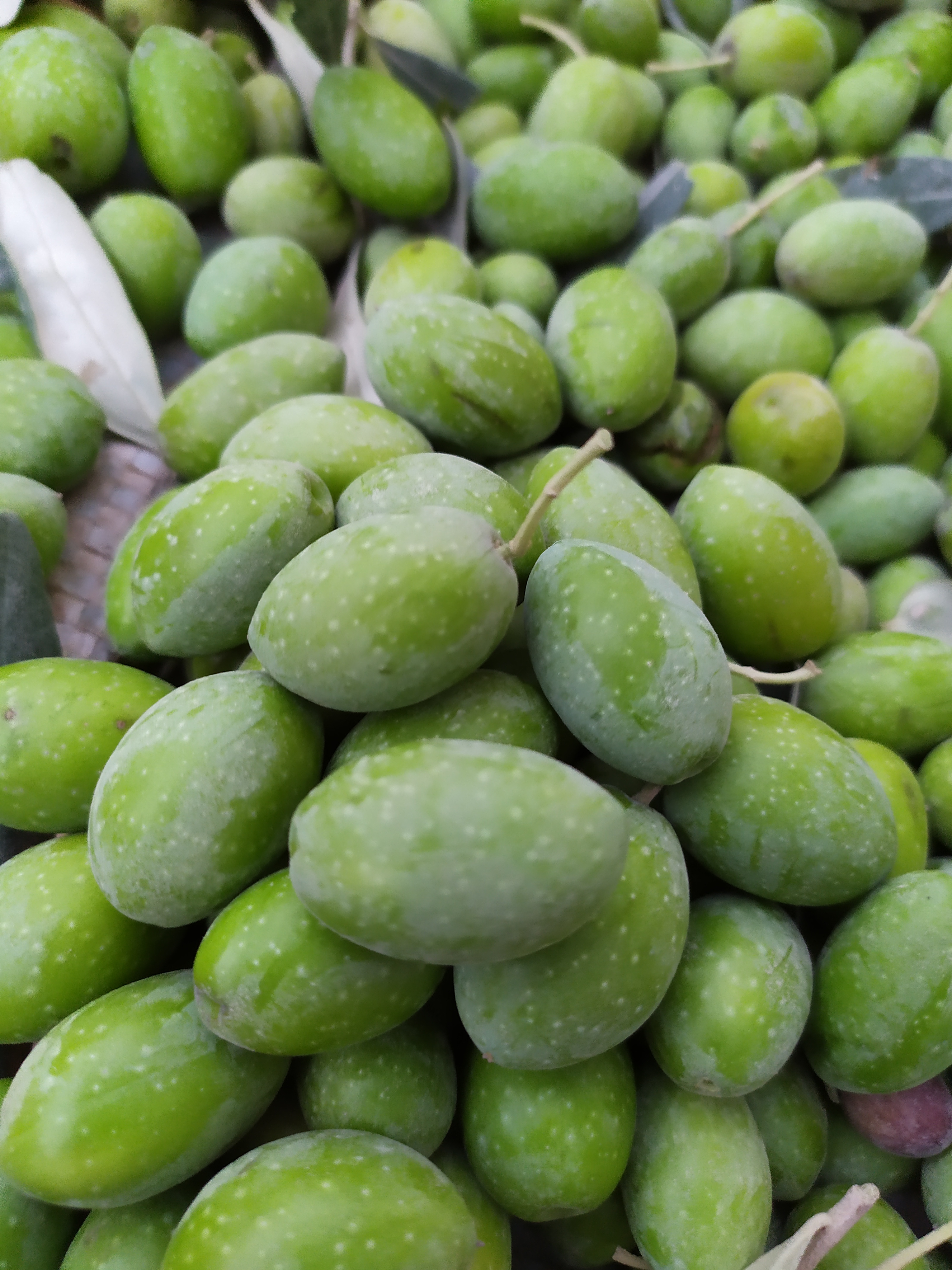
زيتون نبالي بلدي أخضر

## التسمية
ينسب إلى بلدة بيرنبالا في منطقة القدس أو نسبةً إلى مدينة نابلس في فلسطين.

## الانتشار
انتشر بكثرة منذ القدم في مناطق الضفة الغربية والأردن وسوريا ولبنان، وأُطلق عليه اسم نبالي للدلالة على أصله الجغرافي والتراثي.
يُعد الزيتون النبالي من أقدم الأصناف المزروعة في فلسطين والأردن، وقد ارتبط اسمه تاريخياً بالإنتاج للزيت عالي الجودة.

## أنواع الزيتون النبالي
- النبالي المحسّن:

تم تطويره لتحسين الإنتاج وتحمل الظروف المناخية، يعطي إنتاجًا وفيرًا ويحتوي على نسبة زيت عالية.
- النبالي البلدي:

هو النوع القديم من الزيتون النبالي ويطلق عليه في بعض المناطق (زيتون رومي)، والشجرة كبيرة ومعمّرة، تنمو في المناطق الجبلية.

## الخصائص والاستخدامات
- يشتهر الزيتون النبالي باستخدامه الثنائي، حيث يمكن حصاده لإنتاج زيت الزيتون أو كزيتون مائدة:

- يقطف في شهر سبتمبر لاستخدامه كزيتون أخضر للطعام.

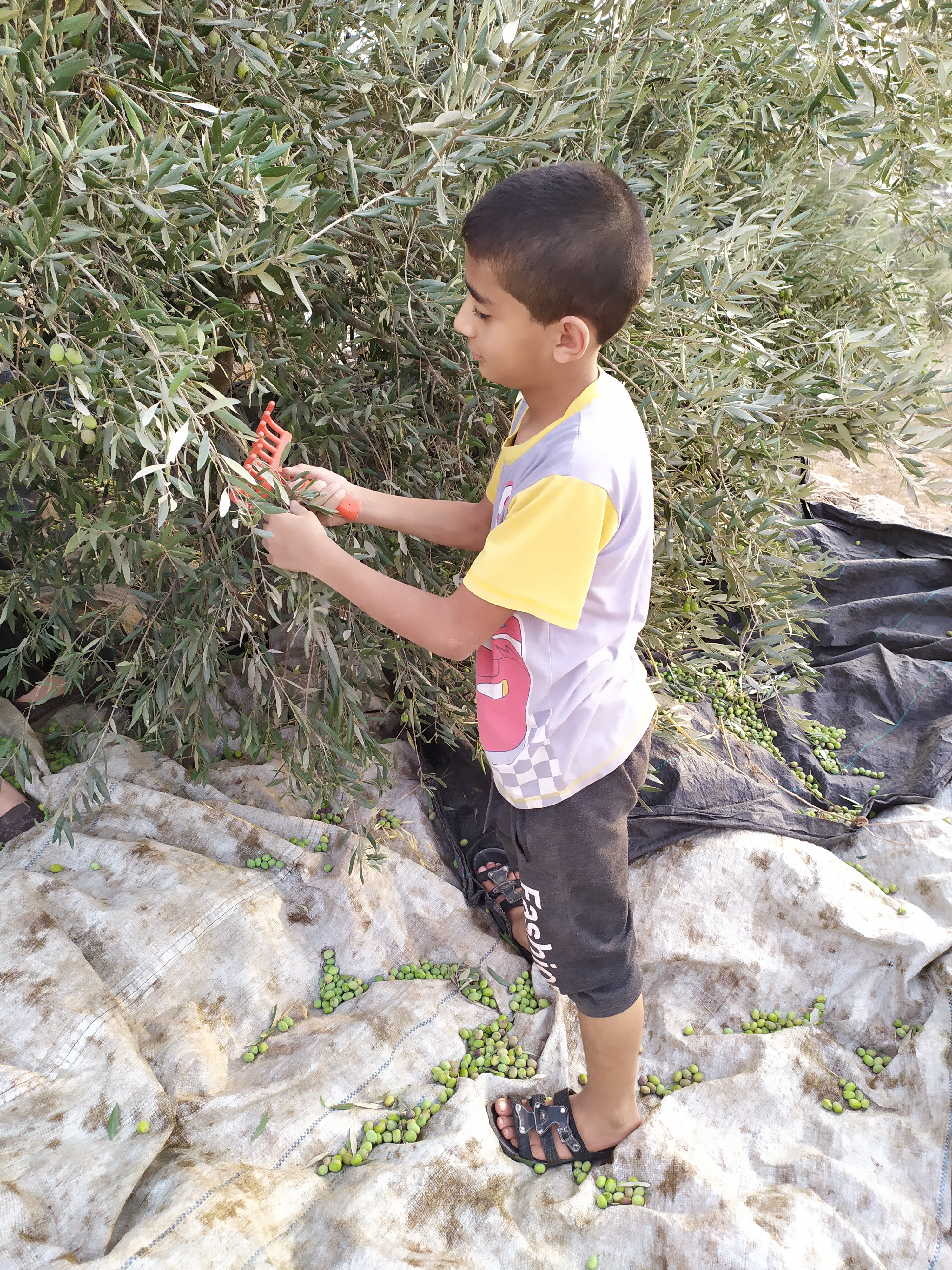
قطف ثمار أشجار الزيتون صنف نبالي جنوب الضفة الغربية

- قطف ثمار أشجار الزيتون صنف نبالي جنوب الضفة الغربية يتم قطف الزيتون في شهر نوفمبر عندما ينضج لاستخراج زيت الزيتون.

- تبلغ نسبة الزيت في ثمرة النبالي حوالي 23 بالمئة.

## الفوائد
- له فوائد صحية كبيرة وأهمية اقتصادية وغذائية.

- يُنتج زيتًا غنيًا بمركبات البوليفينول ومضادات الأكسدة.

- زيت النبالي يُستخدم غالبًا باردًا، في تتبيل السلطات والأطعمة، ولا يُنصح باستخدامه للقلي، نظرًا لطبيعته العطرية وحساسيته للحرارة.[5]

## الخصائص الزراعية
- الشجرة مقاومة للجفاف وقادرة على النمو في البيئات القاسية.

- الثمار بيضاوية الشكل ويتحول لونها إلى داكن مع مرور الوقت.

- اللب صعب الفصل عن النواة، ما يتطلب تقنيات خاصة في معالجة عصر الثمار.[6]